# Cochlostoma subalpinum
Cochlostoma subalpinum ist eine auf dem Land lebende Schneckenart aus der Familie der Walddeckelschnecken (Cochlostomatidae) in der Ordnung Architaenioglossa („Alt-Bandzüngler“).

## Merkmale
Das rechtsgewundene Gehäuse ist bis 8,1 mm hoch (7 bis 7,5 mm) hoch und bis 3,4 mm (2,5 bis 3 mm) breit. Es ist länglich-kegelförmig mit einem stumpfen Apex und einer vergleichsweise schmalen Basis. Es sind acht (7 bis 9) gut gewölbte Windungen vorhanden, die langsam und regelmäßig zunehmen und durch eine tiefe Naht voneinander abgesetzt sind. Die letzte Windung steigt etwas an und ist zur Mündung hin etwas erweitert. Die Mündung steht nahezu senkrecht und ist in der Frontalansicht rundlich, in der Parietalregion etwas gewinkelt. Die Skulptur besteht aus gleichmäßig feinen, dicht stehenden, leicht schief stehenden und gebogenen Rippen, die auf der letzten Windung in ein feines Streifenmuster übergehen.
Die letzte Windung ist etwas erweitert und steigt zur Mündung hin an. Die Mündung steht senkrecht, die Mündungsrand kragenartig umgeschlagen. Der Außenrand ist dünn und scharf, der Innenrand stumpf und verdickt. Das Spindelohr ist nur angedeutet, gerundet stumpfwinklig und nicht am vorletzten Umgang anliegend.
Das Gehäuse ist gelblich-hornfarben oder auf schwarzgrau mit bis zu drei Fleckenbändern. Das mittlere Band ist fast immer erloschen, das untere Band sehr schwach. Lediglich das obere Band mit roten Flecken unterhalb der Naht ist gut sichtbar.

## Geographische Verbreitung und Lebensraum
Das Verbreitungsgebiet von Cochlostoma subalpinum erstreckt sich von den Ligurischen Alpen (Nordwestitalien) bis in die Alpes-Maritimes (Südostfrankreich). Bisher sind nur wenige, zerstreute Vorkommen bekannt: Mont Peyrevieille und Mont Torrage östlich von Saorge, Département Alpes-Maritimes. Im Valle di Pesio in der Provinz Cuneo (Piemont, Italien) leben die Tiere auf 1800 m über Meereshöhe. Weitere Vorkommen wurden in der Provinz Imperia gefunden.

## Taxonomie
Das Taxon wurde 1885 von Napoleone Pini als Pomatias subalpinus erstmals beschrieben. Wilhelm Kobelt stellte sie in die Gattung bzw. Untergattung Cochlostoma (Auritus) Westerlund, 1883. Die Fauna Europaea stellt sie nun aber zur Gattung bzw. Untergattung Cochlostoma (Turritus) Westerlund, 1883.
Die Art wird in zwei Unterarten unterteilt:
- Cochlostoma subalpinum subalpinum (Pini, 1884)
- †Cochlostoma subalpinum fossile (Sacco, 1894)

## Belege

### Online
- AnimalBase - Cochlostoma subalpinum (Pini, 1885)